# Xingu (rivier)
De Xingu (Portugees: Rio Xingu) in Brazilië is een zijrivier van de Amazone, en is ongeveer 1.980 km lang.
De bovenloop van de rivier werd ontdekt door Karl von den Steinen uit Cuiabá tussen 1884 en 1887. Hij beschreef ook de specifieke cultuur van de aan deze rivier levende Xingu-indianen.
Op de benedenloop plant de Braziliaanse overheid de bouw van de Belo Monte Stuwdam wat de op twee na grootste waterkrachtcentrale ter wereld moet worden.
De Kuluene en Sete de Setembro zijn de belangrijkste bronrivieren van de bovenloop van de Xingu. Andere belangrijke zijrivieren zijn de Iriri en Ronuro.